# Kasti (Saaremaa)
Kasti (Duits: Kasty) is een plaats in de Estlandse gemeente Saaremaa, provincie Saaremaa. De plaats heeft de status van dorp (Estisch: küla). Tot in december 2014 behoorde Kasti tot de gemeente Kaarma, tot in oktober 2017 tot de gemeente Lääne-Saare en sindsdien tot de fusiegemeente Saaremaa.

## Bevolking
Het dorp had 34 inwoners op 31 december 2011 en 46 inwoners op 31 december 2021.

## Ligging
De plaats ligt aan de zuidkust van het eiland Saaremaa.

## Geschiedenis
De plaats werd voor het eerst genoemd in 1444. Ergens in de jaren 1724–1731 werd een landgoed Kasti afgesplitst van het landgoed van Muratsi. Het landgoed behoorde toe aan de families von Güldenstubbe en von Saß. De laatste eigenaar voor het landgoed in 1919 door het onafhankelijk geworden Estland werd onteigend, was Axel von Buxhoevden.
Het landhuis van het landgoed is vervallen tot ruïne.
De nederzetting op het landgoed kreeg pas in 1977 de status van dorp.

## Foto's

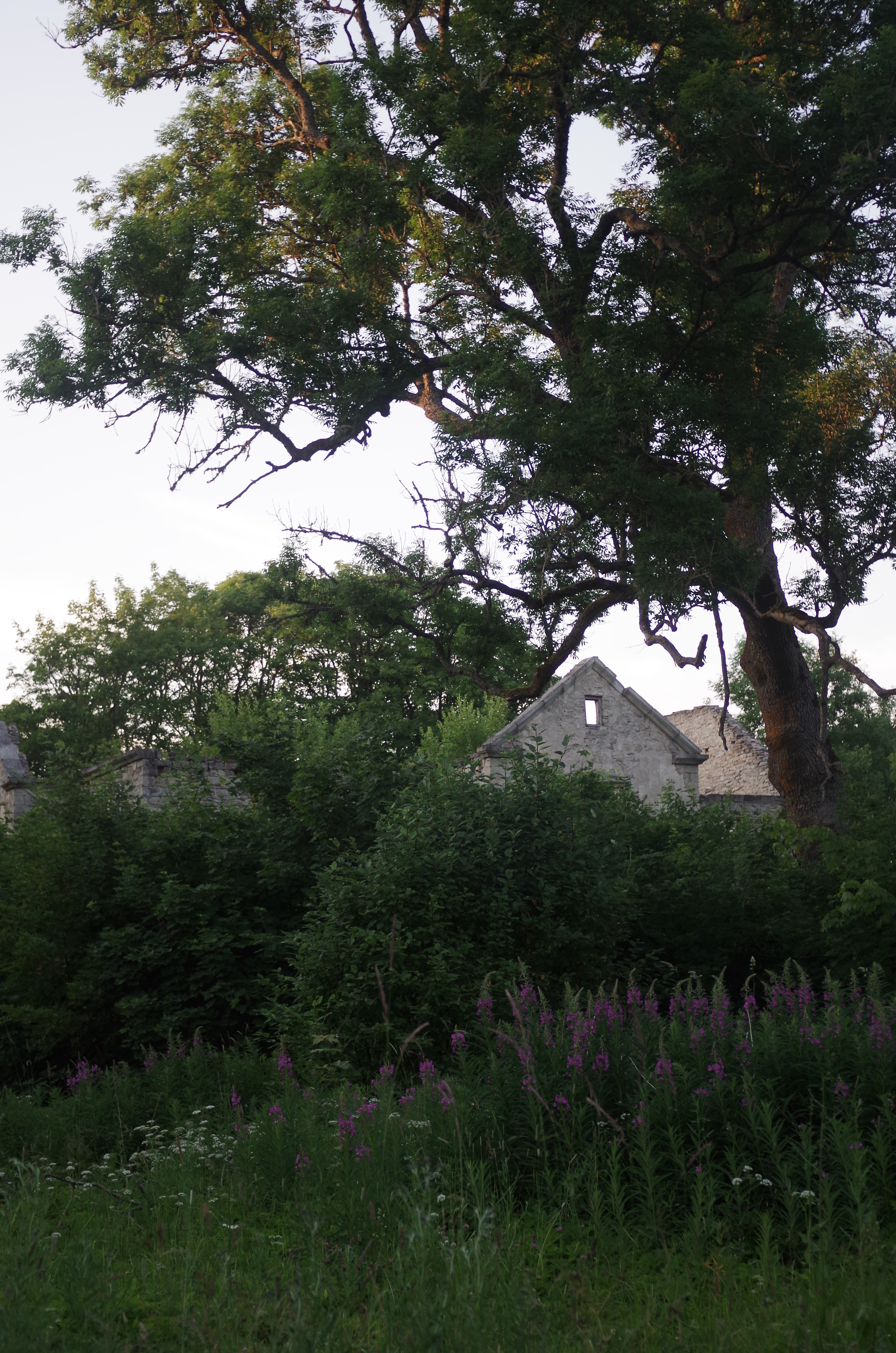
Restant van het landhuis van Kasti
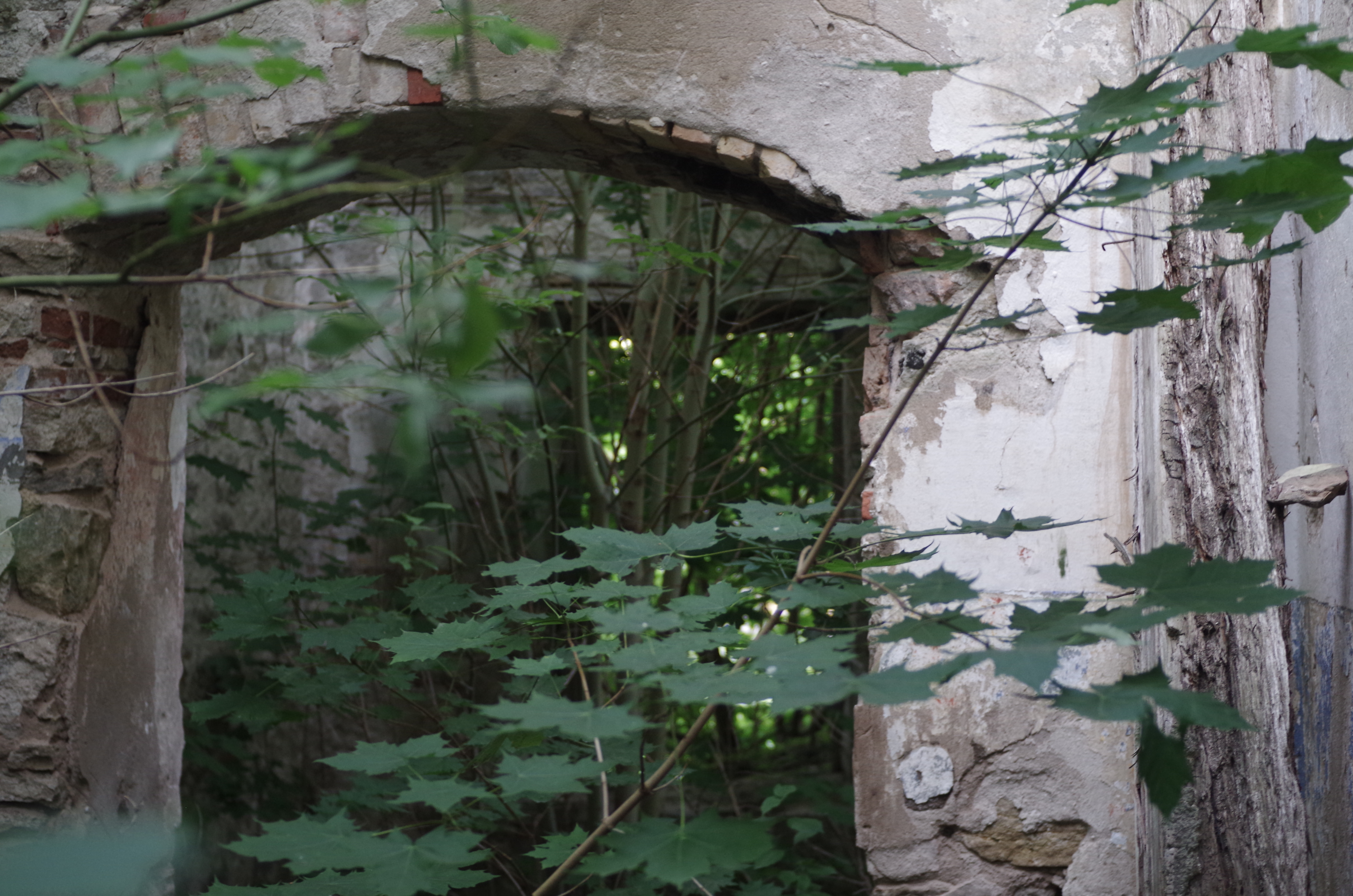
Het interieur
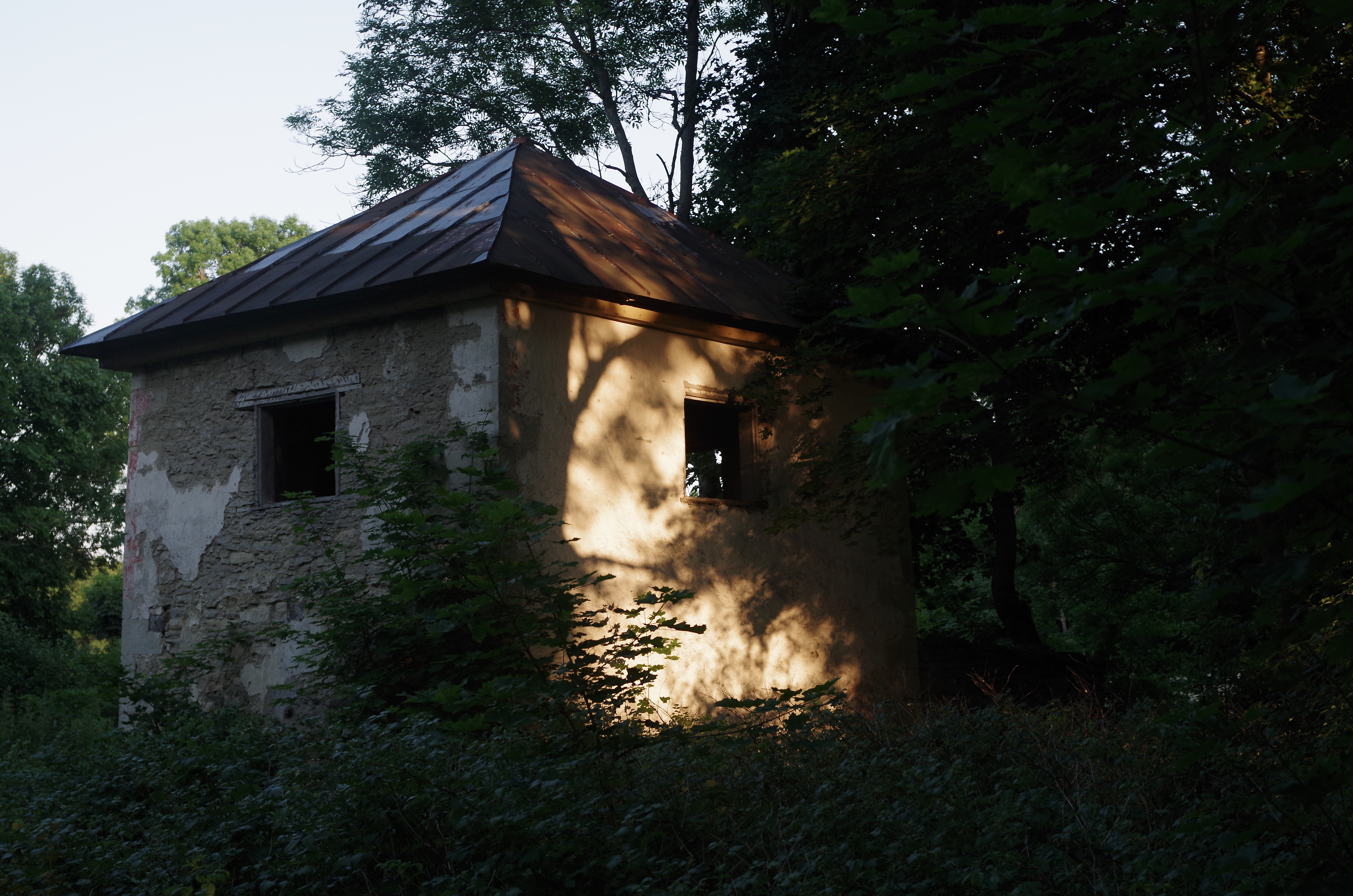
Restant van het tuinhuis